# Nana Ioseliani
Nana Ioseliani (en georgiano: ნანა იოსელიანი; nacida el 12 de febrero de 1962) es una ajedrecista georgiana conocida por haber sido retadora al Campeonato Mundial Femenino de Ajedrez en dos ocasiones. La FIDE le otorgó el título de Mujer Gran Maestra en 1980 y el título de Maestra Internacional en 1993.

## Trayectoria
Ya en 1978 se suponía que estaría en el equipo de mujeres soviéticas jugando en la 23.ª Olimpiada de Ajedrez en Buenos Aires. Sin embargo, todo el equipo estaba formado por jugadoras georgianas, y los funcionarios soviéticos reemplazaron a Ioseliani, la más joven, por Elena Akhmilovskaya, nacida en Rusia.
Nana Ioseliani fue parte del equipo soviético durante las Olimpiadas 24.ª y 25.ª, así como del equipo georgiano en las 30.ª, 31.ª y 32.ª olimpiadas. Su equipo ganó el oro las cinco veces. También participó en las tres Olimpiadas siguientes; Georgia terminando en 3°, 2° y 4° lugar, respectivamente. Su puntuación individual fue de 65 puntos en 88 juegos (+49, =32, -7).
En 1979 y en 1980 fue la ganadora femenina del Campeonato Europeo Junior de Ajedrez . Ha ganado dos veces el torneo de candidatas a jugar por el Campeonato Mundial Femenino de Ajedrez . En 1988 desafió a la campeona defensora Maia Chiburdanidze y perdió por 8½ a 9½ (+2, =11, -3). En 1993 enfrentó a Xie Jun y perdió por 2½ a 8½.
Ha ganado cuatro veces el Campeonato de Ajedrez Soviético Femenino. Ioseliani también jugó para Georgia en el Campeonato Mundial de Ajedrez por Equipos de 1997, anotando 1½/7 en el tablero 2.
Desde 2003, Ioseliani se ha tomado un descanso del ajedrez y es empresaria en Praga.
En 2021, Ioseliani apareció en el documental Glory to the Queen junto a Nana Alexandria, Nona Gaprindashvili y Maia Chiburdanidze .
En 1978 también actuaba en una cinematografía. En una comedia corta, Pereryv, era una jugadora de ajedrez que vencía a todos sus colegas masculinos.